# Rhonda Franklin
Rhonda Franklin (nacida en 1965) es ingeniera electrónica de la Universidad de Minnesota. 
Su investigación se enfoca en estructuras mecánicas microelectrónicas en aplicaciones de radio y microondas.
| Rhonda Franklin    |                                                                              |
| Alma Mater         | Universidad de Míchigan Texas A&M university                                 |
| Premios            | Premio presidencial al inicio de carrera de científicos e ingenieros. (1998) |
| Carrera científica |                                                                              |
| Instituciones      | Universidad de Minnesota                                                     |
| Tutora doctoral    | Linda Katehi                                                                 |

## Educación
Franklin creció en Houston. Durante la secundaria asistió a un campamento de verano organizado por la Fundación Nacional de Ciencias. Franklin terminó su licenciatura en ingeniería electrónica en Texas A&M University en 1988. Se unió a la Universidad de Míchigan para sus estudios de postrado, obteniendo su magíster en 1990 y su doctorado en 1995. Su supervisora fue Linda Katehi. Fue la primera mujer afroamericana en el programa de ingeniería de microondas y una de seis afroamericanos en graduarse en 1995. Su investigación fue patrocinada por el Consorcio Nacional GEM, e involucró tres contrataciones en el Laboratorio Nacional Lawrence Livermore.

## Investigación y carrera
Franklin investiga circuitos microondas de radiofrecuencia. Identifica nuevas formas de integrar dispositivos de comunicación. Se unió a la facultad del Departamento de Ingeniería eléctrica e informática de la Universidad de Minnesota en 1998. Obtuvo el Premio presidencial al inicio de carrera de científicos e ingenieros otorgado por Bill Clinton en 1998. Su investigación reciente combina antenas y circuitos de alta velocidad para aplicaciones biomédicas, como diagnóstico de cáncer.
En el 2007, fue nombrada presidenta del programa de becas y trabajó para promover la educación en ingeniería de microondas para estudiantes pertenecientes a grupos minoritarios. En el 2012, fue nombrada Miembro de Liderazgo Académico de CIC. En el 2013, fue promovida a profesora. En el 2014, ganó el Premio Sara Evans por su investigación exitosa en comunicaciones inalámbricas. En el 2016, ganó el Premio John Tate 2016 a la Excelencia en Asesoría de estudiantes de Pregrado de la Universidad de Minnesota.
Compromiso público y trabajo en diversidad
Franklin fundó el Instituto de Ingenieros Eléctricos y Electrónicos Microondas Theory and Techniques Society International Symposium de Microondas Project Connect, que conecta a los estudiantes de pregrado subrepresentados con oportunidades en STEM (ciencia, tecnología, ingeniería y matemáticas por su sigla en inglés). Project Connect selecciona estudiantes en base a resultados académicas y ofrece desarrollo profesional junto con capacitación técnica. A través del programa Next Prof de la Universidad de Míchigan, Franklin ha sido mentora de científicos en sus primeros años de carrera. Ella usa tecnología educativa para proporcionar acceso a estudiantes de grupos minoritarios.